# Берёзовое (озеро, Карелия)
Берёзовое — озеро на территории Сосновецкого сельского поселения Беломорского района Республики Карелии.

## Общие сведения
Площадь озера — 27,8 км², площадь водосборного бассейна — 683 км². Располагается на высоте 119,5 метров над уровнем моря.
Сток из Берёзового осуществляется короткой широкой протокой, втекающей в озеро Тунгудское. Через последнее протекает река Тунгуда, которая впадает в реку Нижний Выг.
В озере более десяти безымянных островов различной площади, однако их количество может варьироваться в зависимости от уровня воды.

## Бассейн

### Притоки
- Куженга (с реками и озёрами собственного бассейна)
- Вара

## Озёра
К бассейну Берёзового также относятся озёра:
- Серноярви
- Вирнаволокское
- Кулаковское
- Верхнее Венозеро
- Венъярви
- Варозеро
- Перти
- Когу

Код объекта в государственном водном реестре — 02020001311102000008692.